# Wilfried Krutzsch
Wilfried Krutzsch (* 6. April 1928 in Dresden; † 17. April 2022 in Berlin) war ein deutscher Paläobotaniker und Palynologe.

## Leben
Krutzsch war am Zentralen Geologischen Institut der DDR als Leiter der Arbeitsgruppe Paläobotanik und lange Jahre am Museum für Naturkunde (Berlin) der Humboldt-Universität Berlin tätig, wo er auch eine Professur innehatte. Er befasste sich mit fossilen Sporen und Pollen mit Anwendungen auf die Tertiär-Stratigraphie und die der Oberkreide und forschte in der Braunkohle des Geiseltals.
2003 wurde er Ehrenmitglied der Paläontologischen Gesellschaft.
Am Zentralen Geologischen Institut gab er ab 1962 den Atlas der mittel- und jungtertiären dispersen Sporen- und Pollen- sowie der Mikroplanktonformen des nördlichen Mitteleuropas heraus. Er war Mitglied in der deutschen Subkommission für Tertiär-Stratigraphie.

## Schriften
- Zur Altersstellung der mitteldeutschen Braunkohleschichten. In: Geologie, Band 4, 1955, S. 511–519
- Über einige liassische "angiospermide" sporomorphen. In: Geologie, Band 4, 1955, S. 65–76
- Sporen- und Pollengruppen aus der Oberkreide und dem Tertiär Mitteleuropas und ihre stratigraphische Verbreitung. In: Zeitschrift für angewandte Geologie, Band 3, 1957, Heft 11/12, S. 509–548
- Mikropaläontologische (sporenpaläontologische) Untersuchungen in der Braunkohle des Geiseltales. Akademie Verlag, Berlin 1959
- mit Dieter Lotsch: Gliederung und Parallelisierung der Ablagerungen des höheren Eozäns und des tieferen und mittleren Oligozäns in West- und Mitteleuropa und die Lage der Eozän/Oligozän-Grenze in diesem Gebiet. Akademie Verlag 1963
- mit Horst Blumenstengel, Lutz Volland: Revidierte Stratigraphie tertiärer Ablagerungen im südlichen Sachsen-Anhalt. Institut für Geologische Wissenschaften und Geiseltal-Museum der Universität Halle, 1996
- Paläobotanische Klimagliederung des Alttertiärs (Mitteleozän bis Oberoligozän) in Mitteldeutschland und das Problem der Verknüpfung mariner und kontinentaler Gliederungen. In: Neues Jahrbuch Geolog. Paläont., Band 186, 1992, S. 137–253
- Kritische Bemerkungen zur Palynologie und zur klimastratigraphischen Gliederung des Pliozäns bis tieferen Altpleistozäns in Süd-, Südwest-, Nordwest- und pro parte Mitteleuropa sowie die Lage der Pliozän/Pleistozän Grenze in diesem Gebiet. In: Quartärpaläontologie, Band 7, 1988, S. 7–51
- mit H. Blumenstengel: Tertiär. In: G. H. Bachmann, Ehling, Eichner, Schwab (Hrsg.): Geologie von Sachsen-Anhalt. Schweizerbart 2008